# Tautvydas Lydeka
Tautvydas Lydeka, né le 13 octobre 1983, à Druskininkai, en République socialiste soviétique de Lituanie, est un joueur lituanien de basket-ball. Il évolue au poste de pivot.

## Biographie
Le 24 novembre 2017, il signe en France, au Limoges CSP. Le 3 février 2018, il joue son dernier match avec l'équipe française qui le libère de son contrat. Le lendemain, il retourne en Italie où il signe au New Basket Brindisi.
Le 19 octobre 2018, pour sa quinzième saison professionnelle, il rejoint le SC Rasta Vechta en première division allemande. Il y joue cinq matches. Le 6 janvier 2019, il retourne en Italie à Brindisi.